# Emerson Vilbrun
Pour les articles homonymes, voir Vilbrun.
Emerson Vilbrun, né à Jacmel (Haïti), est un jeune poète et journaliste culturel haïtien.

## Biographie
Il a commencé à écrire de la poésie à l'âge de 16 ans. Il a écrit sur Unimag et sur Bonzouti.com. Il a déjà publié deux recueils de poèmes aux Editions Pulúcia de Jacmel. Il a participé à la 25ème édition de "Livres en folie" avec son recueil de poèmes en créole ‘’Dènye Rèl’’ publié dans la collection des orangers et composé de 24 poèmes. Il publie aussi sur le "Poésie Française". 
Il a collaboré comme membre de jury à la finale du concours Confin’école organisée par le Mouvement Littéraire Culturel et Artistique des Jeunes (MOLICAJ) durant la période de Covid-19 en juillet 2020.  

## Œuvres
- Faux lits d'amour, éditions Pulucia, 2015
- Dènye rèl, éditions Pulucia, 2018[6]